# 180er v. Chr.
Portal Geschichte | Portal Biografien | Aktuelle Ereignisse | Jahreskalender | Tagesartikel

◄ |
1. Jahrtausend v. Chr. |

◄ |
3. Jh. v. Chr. |
2. Jahrhundert v. Chr. |
1. Jh. v. Chr. |
►

◄ | 210er v. Chr. | 200er v. Chr. | 190er v. Chr. | 180er v. Chr. |
170er v. Chr. |
160er v. Chr. |
150er v. Chr. |
►

189 v. Chr. |
188 v. Chr. |
187 v. Chr. |
186 v. Chr. |
185 v. Chr. |
184 v. Chr. |
183 v. Chr. |
182 v. Chr. |
181 v. Chr. |
180 v. Chr.

## Ereignisse
- 188 v. Chr.: Friede von Apameia – Kapitulationsfriede des Antiochos III. gegenüber Rom im sog. Römisch-Syrischen Krieg (192 v. Chr. bis 188 v. Chr.). Die Folgen waren der Verlust Kleinasiens, Kontributionszahlungen an Rom und ein Aufstreben der Rom-freundlichen Mittelstaaten im Osten (Achaia, Rhodos, Pergamon).
- 183 v. Chr.: Hannibal, karthagischer Feldherr (* 247 v. Chr.) stirbt durch Selbsttötung in Bithynien.